# Aqqalu C. Jerimiassen
Aqqalu Clasen Jerimiassen (født 24. juli 1986 Ilulissat, Grønland) er en grønlandsk politiker. Han er medlem af Inatsisartut og har været medlem af kommunalbestyrelsen i Avannaata Kommunia siden 2017. Han har været formand for Atassut siden 2019 og deltager aktivt i den grønlandske politik og han er en del af politiske ledelse i grønland og repræsenterer partiets liberale og konservatisme synspunkter i samfundet.

## Baggrund og uddannelse
Aqqalu C. Jerimiassen blev født den 24. juli 1986 i Ilulissat, Grønland og han er voksede op i Ilulissat, rejste han til udlandet, da han havde afsluttet sin folkeskole. Han studerede i Dublin, Irland, som en del af det europæiske uddannelsessystem.
Aqqalu C. Jerimiassen flyttede til Qaqortoq i 2004 for at tage en handelsgymnasium uddannelse. Han færdiggjorde handelsuddannelsen i 2007 og fortsatte i to år på en serviceøkonomuddannelse.
Aqqalu C. Jerimiassen blev medlem af Atassut, da han flyttede til Qaqortoq, hvor han også fik sin politiske erfaring. I 2009 afsluttede han sin uddannelse og flyttede til Ilulissat, hvor han arbejdede som receptionist på Hotel Arctic. I 2010 vendte han tilbage til Qaqortoq, hvor han blev receptionschef på Hotel Qaqortoq.
I 2011 flyttede han tilbage til Ilulissat og blev overassistent i Skatteforvaltningen, hvor han arbejdede i to år. Samtidig arbejdede han i tre år på Hotel Arctic som chauffør og i marketing.
I 2016 blev Aqqalu ansat som turismekonsulent i Qaasuitsup Kommunia, og i 2017 startede han selvstændig virksomhed, Ilulissat Water Safari, som han siden er trådt ud af.

## Politisk karriere
Aqqalu C. Jerimiassen begyndte sine politiske karriere i Qaqortoq i 2004, da han blev medlem af Atassut afdeling, hvor han stadig er aktiv i den politiske ledelse.
I 2014 deltog han i valget til Inatsisartut, hvor han fik 20 stemmer. Han har været engageret i politik og har set en vedholdende udvikling i sit politiske arbejde.
I 2017 stillede Aqqalu op til kommunalvalget og opnåede 530 stemmer som medlem af Atassut. I denne periode blev han medlem af kommunens udvalg for opdelingen af Qaasuitsup Kommune og deltog aktivt i arbejdet i udvalget, der fokuserede på udviklingen af Avannaata Kommune. På det tidspunkt havde Atassut tre mandater i Avannaata Kommunia.
Ved Inatsisartutvalget i 2018 var der stor opmærksomhed i Grønland. Aqqalu blev valgt ind med 322 stemmer, hvilket viste sin fremgang ved valget. Efter valget fik Atassut to mandater, sammen med Siverth K. Heilmann. Atassut indgik en koalitionsaftale med Kim Kielsens fjerde regering, hvor de fik et ministerpost. Aqqalu C. Jerimiassen blev udnævnt som minister for erhverv, handel og energi. Bentiaraq Ottosen var første stedfortræder for Atassut, da Aqqalu ansøgte om at tage orlov fra sin i Inatsisartut plads, blev den første stedfortræder indtræder i Inatsisartut. Atassut har hurtigt truffet beslutning om at indgå en koalitionsaftale igen, hvilket betød, at Atassut fik til ministerier, hvor Siverth K. Heilmann blev udnævnt som Natur og Miljø minister. I 2019 trak han sig som minister og Siverth K. Heilmann og Atassut forlod koalitionen. Dermed blev Aqqalu medlem af Inatsisartut fra 2019.
I 2019 blev Aqqalu C. Jerimiassen valgt som formand for Atassut under partiets landsmøde, hvor han blev indstillet af den daværende formand, Siverth K. Heilmann. Siden da har han været partiets leder.
I 2021 deltog han i kommunalvalget og fik 349 stemmer i Avannaata Kommune. Atassut mistede et mandat, men samarbejdet i Avannaata Kommune fungerer fortsat godt, og partiet støtter kommunernes overtagelse.
Samme år deltog Jerimiassen også i valget til Inatsisartut, hvor han opnåede 859 stemmer. Dette repræsenterer en betydelig stigning i opbakningen, især sammenlignet med de 537 stemmer, han fik ved det foregående valg. Dermed blev han medlem af Inatsisartut, og Atassut fik to mandater, selvom partiet i mange år har oplevet et fald i vælgeropbakningen.
I 2022 Atassut har han aktivt arbejdet på at styrke sin liberale position og har opretholdt stabilitet i denne indsats med opposition. I Inatsisartut er der dannet et samarbejde blandt de liberale tankegang, hvor oppositionen har etableret en blå blok, hvilket har, styrket den liberale fremgang.
Ved valget til Inatsisartut i 2025 fik Jerimiassen med 1.083 personlige stemmer det ene af Atassuts to mandater.

## Naalakkersuisoq
- 2018 Naalakkersuisoq for erhverv, handel og energi
- 2018 Naalakkersuisoq for infrastruktur (fungerende)
- Formanden har indstillet Aqqalu Jerimiassen som naalakkersuisoq (sermitsiaq.ag)[a]
- Mandater og Stedfortrædere - Valg.gl (Inatsisartut valg)
- Mandater og Stedfortrædere - Valg.gl (Kommunalvalg i Grønland)